# Franco Lovignana
Franco Lovignana, né le 22 novembre 1957 à Aoste, est un prélat catholique italien, évêque du diocèse d'Aoste depuis décembre 2011.

## Biographie
Franco Lovignana est né à Aoste mais est originaire de La Salle. Il fréquente l'école primaire à Chabodey et l'école moyenne à Morgex. Il entre au Grand séminaire d'Aoste en 1971. Après avoir fréquenté le lycée classique, il passe le cycle de cinq ans de l'institut de théologie. Il est ordonné prêtre le 21 juin 1981 par l'évêque Ovidio Lari. Il part ensuite à Rome pour parfaire ses études. En 1983 il obtient une licence ès théologie à l'université pontificale Saint-Thomas-d'Aquin.
Il est professeur de théologie au Grand séminaire d'Aoste de 1984 à 2005. Il est curé à Rhêmes-Notre-Dame de 1984 à 1995 et à Introd et Rhêmes-Saint-Georges in solidum de 1994 à 1995. Il accomplit également la tâche d'assistant des adultes auprès d'Action catholique, conseiller spirituel auprès de la Société de Saint-Vincent-de-Paul et secrétaire du synode diocésain (1987-1993).
Il devient vice-doyen du Grand séminaire d'Aoste en 1995 et doyen en 1997. Il est vicaire épiscopal à partir d'octobre 1995. Il devient chanoine de la Collégiale de Saint-Ours, et, le 29 avril 2003, prieur. Depuis 2004 il est vicaire général du diocèse d'Aoste.

### Évêque d'Aoste
Le 9 novembre 2011 il est nommé évêque d'Aoste lorsqu'il succède à Joseph Anfossi. Il est consacré le 18 décembre 2011 à la cathédrale Notre-Dame à Aoste par les mains de Cesare Nosiglia, archévêque de Turin, assisté de Joseph Anfossi et d'Albert-Marie Careggio. Le 12 mars 2012, il est nommé secrétaire et président de la Commission de la région ecclésiastique du Piémont.
Le 2 octobre 2015, le Conseil permanent de la Conférence épiscopale italienne le nomme membre du Conseil pour les affaires juridiques.